# La Caravane de feu
Pour plus de détails, voir Fiche technique et Distribution.
La Caravane de feu (The War Wagon) est un western de Burt Kennedy sorti en 1967, avec Kirk Douglas et John Wayne dans les rôles principaux. C'est une adaptation du roman Badman de Clair Huffaker, paru en 1957.

## Synopsis
Taw Jackson a été jeté en prison après avoir été dépossédé de ses terres par Franck Pierce et sa bande, parce que le sous-sol recèle un riche gisement d'or. À sa sortie, Taw décide de se venger avec l'aide d'un tueur à gages, Lomax, que de son côté Pierce essaie de recruter pour tuer Jackson. Lomax choisit de soutenir Jackson contre Pierce bien que, de temps à autre, il joue l'ambiguïté.
Chaque mois, l'or extrait de la mine est transporté à la gare d'El Paso dans un fourgon blindé, équipé d'une mitrailleuse et escorté par une trentaine d'hommes armés. Taw Jackson monte une attaque avec Lomax, Billy — un jeune homme expert en explosifs mais porté sur l'alcool —, Levi — un Indien américanisé —, et Wes. Levi sert d'intermédiaire avec une tribu Kiowa qui a elle aussi été chassée de ses terres par Pierce.
L'attaque, assez complexe, réussit, au prix de la vie de plusieurs guerriers indiens. Pierce est tué par un de ses hommes qui veut fuir. Mais la plus grande partie de l'or, dissimulée dans des tonneaux de farine, est récupérée lors d'un accident par les femmes et les enfants kiowas. Seuls restent quelques sacs pour le commando (tout de même 100 000 dollars, 1/5 du butin initial). Taw Jackson les dissimule quelque part et s'engage à les partager six mois plus tard, par prudence, engageant Lomax à faire en sorte qu'il soit encore vivant d'ici là.

## Fiche technique
- Réalisation : Burt Kennedy
- Scénario : Clair Huffaker, d'après son roman Badman (1958)
- Photographie : William H. Clothier
- Producteur : Martin Schwartz, pour la Batjac Productions et la Universal Pictures
- Musique : Dimitri Tiomkin
- Costumes : Oscar Rodriguez
- Décors : Ray Moyer
- Montage : Harry Gerstad
- Format : Couleurs
- Durée : 98 minutes
- Lieux de tournage: Durango, Mexique, Sierra de Organos, Sombrerete, Zacatecas, Mexique, Six Points Texas, Backlot, Universal Studios - 100 Universal City Plaza, Universal City, Californie, USA
- Date de sortie : 
  - États-Unis : 27 mai 1967
- Affiche : Jean Mascii (France)

## Distribution
- John Wayne (VF : Claude Bertrand) : Taw Jackson
- Kirk Douglas (VF : Roger Rudel) : Lomax
- Howard Keel (VF : Jean-François Laley) : Levi Walking Bear (l'Indien américanisé)
- Robert Walker Jr. (VF : Pierre Trabaud) : Billy Hyatt (le spécialiste des explosifs)
- Keenan Wynn (VF : Fernand Fabre) : Wes Fletcher (transporteur)
- Bruce Cabot (VF : Gérard Férat) : Frank Pierce
- Joanna Barnes : Lola
- Valora Noland : Kate Fletcher
- Bruce Dern (VF : Marc Cassot) : Hammond
- Gene Evans (VF : Jean Clarieux) : Hoag
- Terry Wilson (VF : Jacques Deschamps) : Shérif Strike
- Don Collier (VF : Henry Djanik) : Shack
- Sheb Wooley (VF : Michel Gatineau) : Snyder
- Ann McCrea : Felicia
- Emilio Fernández : Calito
- Frank McGrath : Bartender
- Chuck Roberson : Brown
- Red Morgan : Early
- Hal Needham : Hite
- Marco Antonio (VF : Gérard Hernandez) : Wild Horse
- Perla Walters : Rosita

## Autour du film
- John Wayne et Kirk Douglas ont également tourné ensemble dans L'Ombre d'un géant et Première Victoire d'Otto Preminger.